# Staro Petrovo Selo

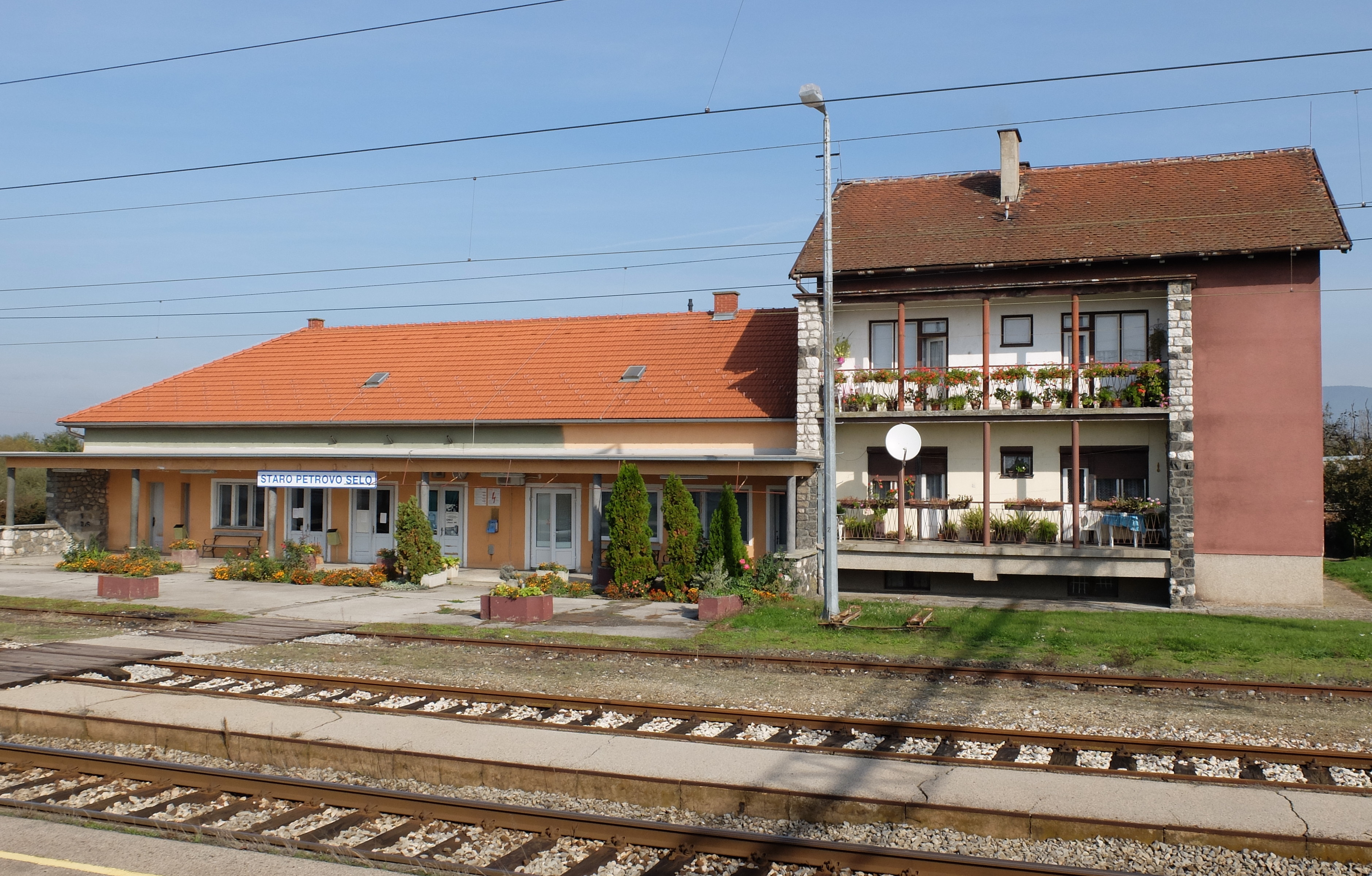
Bahnhof von Staro Petrovo Selo

Staro Petrovo Selo (auf Deutsch wörtlich 'Alt Peters Dorf') ist eine Gemeinde mit 5186 Einwohnern (Volkszählung 2011) in der Gespanschaft Brod-Posavina, die zur kroatischen Region Slawonien gehört. Neben dem Dorf selbst gehören zum Gemeindegebiet die Ortschaften Godinjak, Oštri Vrh, Štivica, Tisovac, Vladisovo und Vrbova.

## Geographie
Die Gemeinde befindet sich östlich der Stadt Nova Gradiška, an der Autobahn Zagreb-Lipovac. Im Norden befindet sich das Požeška-Gora-Gebirge.
Die Fläche der Gemeinde beträgt 141 km². Die Bevölkerungsdichte beträgt 37 Einwohner pro km². Im Westen befindet sich die Gemeinde Rešetari, im Osten die Gemeinde Nova Kapela und im Südosten die Gemeinde Davor.

## Geschichte
Die ältesten erhaltenen Dokumente über Staro Petrovo Selo haben ihren Ursprung im späten Mittelalter (13.–16. Jahrhundert). Das Dorf hieß erst Petrović selo ('Petrović Dorf'), dann Mitrović selo (bzw. Mitrovo selo für 'Mitars Dorf' - Mitar ist eine lokale Kurzform des Namens Demeter/Dimitri). In der Zeit von Kaiserin Maria Theresia (1740–1780) wurden die Dorfbewohner aus den Bergen ins Tal, an die wiederhergestellte alte römische Straße, umgesiedelt. Grund hierfür war die Zurückdrängung der Osmanen über den Fluss Sava. Die Dorfbewohner sollten nun die Grenze vor den Osmanen schützen (siehe dazu Militärgrenze). Deshalb bekamen die Dorfbewohner, die an der wiederhergestellten römischen Straße angesiedelt wurden, den Beinamen "Graničari" (gelesen 'Granitschari' = Grenzschützer). Hierbei kommt es zu einem Verbund von mehreren Dörfern zu Staro Petrovo Selo.
Chronologie:
- 1760 erste Einwohnerzählung, 669 Einwohner
- 1766 Gründung der Pfarrei
- 1755 Die erste Schule wird erbaut
- 1891 Gründung der Freiwilligen Feuerwehr Staro Petrovo Selo
- 1919 Molkerei Mljekara Slavija, eine der ältesten Molkereien in Kroatien
- 1952 Elektrifizierung des Dorfes mit Hilfe des Generators der Molkerei Mljekare Slavije

## Wirtschaft
Staro Petrovo Selo ist bekannt für seine Milchprodukte. Hier wird der Käse nach alten Rezepten hergestellt.

## Persönlichkeiten
Der bekannte kroatische Dance/Soul-Sänger Jacques, mit richtigem Namen Željko Houdek (* 1981), kommt aus dem Dorf Crnogovce.

## Sehenswürdigkeiten
Barockkirche aus dem 18. Jahrhundert.